# Talal El Karkouri
Talal El Karkouri (arabiska: طلال القرقوري), född den 8 juli 1976 i Casablanca, Marocko, är en marockansk före detta fotbollsspelare. Han har representerat Raja Casablanca (1996–1999), Paris Saint-Germain (1999–2004), Aris FC (2000–2001 (lån)), Sunderland (2003 (lån)), Charlton Athletic FC (2004–2007), Qatar SC (2007–2011) och senast Umm Salal SC (2011–2012).
Talal El Karkouri har även spelat 31 landskamper och gjort ett landslagsmål för Marocko.